# Maximilien de Wurtemberg-Winnental
Maximilien Emmanuel de Wurtemberg-Winnental (Stuttgart, le 27 février 1689 – Doubno, le 25 septembre 1709), fils de Frédéric-Charles de Wurtemberg-Winnental et Éléonore-Julienne de Brandebourg-Ansbach, est un volontaire dans l'armée de Charles XII de Suède et un ami dévoué au roi.

## Biographie
En 1703, À l'âge de 14 ans, il rejoint Charles XII à la campagne de Pologne avant la bataille de Pułtusk, et est depuis connu dans l'armée de terre comme « le Petit Prince. »
Le 18 juin 1708, il est blessé sur la Bérézina, en tentant de protéger le roi des balles, mais il est remis à temps pour combattre à la bataille de Holowczyn. Plus tard, il fut fait colonel d'un régiment de Dragons.
À la bataille de Poltava , il a été capturé par les Russes. Libéré peu de temps après, il mourut sur le chemin du retour à Doubno, en Volhynie. Le roi Charles longtemps pleuré la perte de son « meilleur et le plus vrai ami. »
Son cœur a été enterré dans l'église de Saint-Gumbertus à Ansbach.